# Османи
Осма́ни (тур. Osmanlı, Osmanlı Hanedanı) — турецька династія, представники якої правили Османською імперією протягом всього часу її існування (1299–1922). Походила від вождів туркменського (огузького) племені кайи, що кочувало у Середній Азії в області Балх (нині провінція у Афганістані). Заснована Османом, першим правителем Османського бейства в Анатолії, на базі якого була створена імперія. Також — дім Османа, Османська династія.

## Історія
Рятуючись від монгольської навали, частина кайи відкочувала на захід у складі військ останнього хорезмшаха Джелал ад-діна.
- Султани Османської імперії

## Титул
Титул Сулеймана в 1566 році.
| Ala Hazrat-i-Aqdas-i-Hümayun,                          | Його Священна й Імперська Величність,                                    |
| Sultan Suleyman Khan,                                  | Султан Сулейман Хан,                                                     |
| Padishah,                                              | Імператор (падишах),                                                     |
| Hünkar-i Khanedan-i Âl-i Osman,                        | Господар і голова Дому Османа,                                           |
| Sultan us-Selatin,                                     | Султан султанів,                                                         |
| Khakan,                                                | Хан ханів (каган),                                                       |
| Amir ül-Mü'minin ve Khalifeh ül-Rasul Rab al-A'alamin, | Командувач вірних і спадкоємець (халіф) Пророка, слуги Господа Всесвіту, |
| Khâdim ül-Haramayn ush-Sharifayn                       | Управитель Святих Місць (Мекки, Медини і Єрусалима),                     |
| Kaysar-i-Rûm…                                          | Імператор Риму (цезар)…                                                  |

## Список правителів

### Беї, султани і халіфи
| Ім'я                              | Зображення | Тугра    | Роки життя                      | Роки правління                    | Примітка                            |
| --------------------------------- | ---------- | -------- | ------------------------------- | --------------------------------- | ----------------------------------- |
| Осман I Газі                      |            | відсутня | 1258 — 1326                     | 1281/1299 — 1326                  | бей кайи (з 1281), султан (з 1299)  |
| Орхан I                           |            |          | 1284 — 1359                     | 1326 — 1359                       | бей                                 |
| Мурад I                           |            |          | 1326 — 1389                     | 1359 — 28 червня 1389             | бей (1359-1362), султан (1362-1389) |
| Баязид I                          |            |          | 1354 — 1403                     | 28 червня 1389—20 липня 1402      |                                     |
| Османське Міжцарів'я              |            |          | (1402–1413)                     |                                   |                                     |
| Мехмед I                          |            |          | 1389 — 1421                     | 1413 — 26 травня 1421             |                                     |
| Мурад II (перше правління)        |            |          | 1404 — 1451                     | 26 травня 1421 — серпень 1444     | (відрікся від престолу)             |
| Мехмед II Фатіх (перше правління) |            |          | 1432 — 1481                     | серпень 1444;— 1446               |                                     |
| Мурад II (друге правління)        |            |          | 1404 — 1451                     | 1446                              | 3 лютого 1451                       |
| Мехмед II Фатіх (друге правління) |            |          | 1432 — 1481                     | 3 лютого 1451                     | 3 травня 1481                       |
| Баязид II                         |            |          | 1447/1448 — 1512                | 20 травня 1481 — 25 квітня 1512   | (відрікся від престолу)             |
| Селім I Грізний                   |            |          | 1465 — 1520                     | 25 квітня 1512 —22 вересня 1520   | халіф з 1517                        |
| Сулейман I Пишний                 |            |          | 27 квітня 1494 — 6 вересня 1566 | 22 вересня 1520 —6 вересня 1566   |                                     |
| Селім II Мест                     |            |          | 1524 — 1574                     | 6 вересня 1566                    | 12 грудня 1574                      |
| Мурад III                         |            |          | 1546 — 1595                     | 12 грудня 1574 — 15 січня 1595    |                                     |
| Мехмед III                        |            |          | 1566 — 1603                     | 15 січня 1595 —22 грудня 1603     |                                     |
| Ахмед I                           |            |          | 1590 — 1617                     | 22 грудня 1603 —22 листопада 1617 |                                     |
| Мустафа I (перше правління)       |            |          | 1592 — 1639                     | 22 листопада 1617 —26 лютого 1618 | (повалений)                         |
| Осман II (Молодий)                |            |          | 1604 — 1622                     | 26 лютого 1618 —20 травня 1622    | вбитий                              |
| Мустафа I (друге правління)       |            |          | 1592 — 1639                     | 20 травня 1622 —10 вересня 1623   | (повалений)                         |
| Мурад IV                          |            |          | 1612 — 1640                     | 10 вересня 1623 —9 лютого 1640    |                                     |
| Ібрагім I (шалений)               |            |          | 1615 — 1648                     | 9 лютого 1640 —8 серпня 1648      | (повалений)                         |
| Мехмед IV (Мисливець)             |            |          | 1642 — 1693                     | 8 серпня 1648 —8 листопада 1687   | (повалений)                         |
| Сулейман II                       |            |          | 1642 — 1691                     | 8 листопада 1687 —23 червня 1691  |                                     |
| Ахмед II                          |            |          | 1643 — 1695                     | 23 червня 1691 —6 лютого 1695     |                                     |
| Мустафа II                        |            |          | 1664 — 1703                     | 6 лютого 1695 —22 серпня 1703     | (відрікся від престолу)             |
| Ахмед III                         |            |          | 1673 — 1736                     | 22 серпня 1703 — 1 жовтня 1730    | (відрікся від престолу)             |
| Махмуд I                          |            |          | 1696 — 1754                     | 2 жовтня 1730 —13 грудня 1754     |                                     |
| Осман III                         |            |          | 1699 — 1757                     | 14 грудня 1754 —30 жовтня 1757    |                                     |
| Мустафа III                       |            |          | 1717 — 1774                     | 30 жовтня 1757 —21 січня 1774     |                                     |
| Абдул-Гамід I                     |            |          | 1725-1789                       | 21 січня 1774-7 квітня 1789       |                                     |
| Селім III                         |            |          | 1761 — 1808                     | 7 квітня 1789 —29 травня 1807     | (повалений)                         |
| Мустафа IV                        |            |          | 1779 — 1808                     | 29 травня 1807 —28 липня 1808     | (повалений)                         |
| Махмуд II (Адлі)                  |            |          | 1785 — 1839                     | 28 липня 1808 —1 липня 1839       |                                     |
| Абдул-Меджид I                    |            |          | 1823 — 1861                     | 1 липня 1839 —25 червня 1861      |                                     |
| Абдул-Азіз                        |            |          | 1830 — 1876                     | 25 червня 1861 —30 травня 1876    | (повалений)                         |
| Мурад V                           |            |          | 1840 — 1904                     | 30 травня 1876 —31 серпня 1876    | (повалений)                         |
| Абдул-Гамід II                    |            |          | 1842–1918                       | 31 серпня 1876 —27 квітня 1909    | (повалений)                         |
| Мехмед V (Рашад)                  |            |          | 1844 — 1918                     | 27 квітня 1909 —3 липня 1918      |                                     |
| Мехмед VI (Вагідедін)             |            |          | 1861 — 1926                     | 3 липня 1918 —1 листопада 1922    | (повалений)                         |
| Абдул-Меджид II                   |            | -        | 1868 — 1944                     | 19 листопада 1922 —3 березня 1924 | (тільки як халіф)                   |

### Голови Османської династії
| Ім'я                  | Зображення | Роки життя  | Роки правління | Примітка                  |
| --------------------- | ---------- | ----------- | -------------- | ------------------------- |
| Мехмед VI (Вагідедін) |            | 1861 — 1926 | 1922 — 1926    | 36-й голова               |
| Абдул-Меджид II       |            | 1868 — 1944 | 1926 — 1944    | 37-й голова               |
| Ахмед Ніхад           |            | 1883 — 1954 | 1944 — 1954    | 38-й голова Ахмед IV      |
| Осман Фуад            |            | 1895 — 1973 | 1954 — 1973    | 39-й голова Осман IV      |
| Мехмед Абдул-Азіз     |            | 1901 — 1977 | 1973 — 1977    | 40-й голова Абдул-Азіз II |
| Алі Васиб             |            | 1903 — 1983 | 1977 — 1983    | 41-й голова Алі І         |
| Мехмед Орхан          |            | 1909 — 1994 | 1983 — 1994    | 42-й голова Орхан II      |
| Ертугрул Осман        |            | 1912 — 2009 | 1994 — 2009    | 43-й голова Ертугрул II   |
| Баязид Осман          |            | 1924 — 2017 | 2009 — 2017    | 44-й голова Баязид III    |
| Дюндар Алі Османоглу  |            | 1930 — 2021 | 2017 — 2021    | 45-й голова               |
| Харун Осман Османоглу |            | 1932 —      | 2021 —         | 46-й голова               |

## Самозванці
- Олександр Яхія — турок грецького походження, видавав себе за представника Османів, претендуючи на султанський престол під час Босфорської війни.